# Kagihal, Parasgad
Kagihal là một làng thuộc tehsil Parasgad, huyện Belgaum, bang Karnataka, Ấn Độ.